# Aror

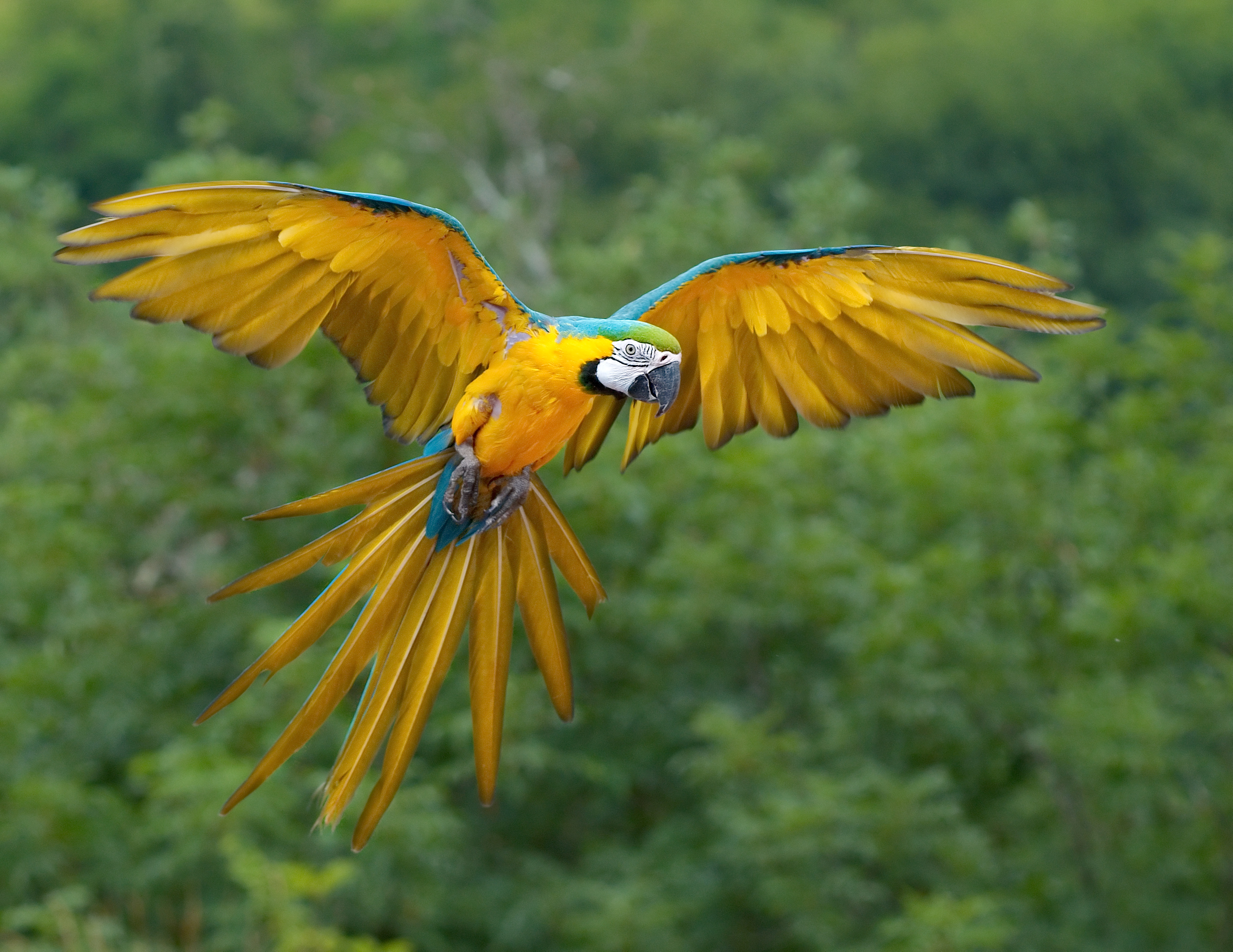
Blågul ara

Aror (Ara) är ett släkte av stora papegojfåglar som hör till familjen västpapegojor. Aror används ibland även som ett vidare begrepp där andra släkten inom familjen papegojor ingår, exempelvis blåaror (Anodorhynchus). Alla aror hör hemma i Syd- och Mellanamerika.

## Utseende och läten
Släktet aror är grällt färgade. Ofta är det svårt att se könsskillnad, men hannarna har ofta ett litet längre, mer horisontellt långsmalt avlångt huvud, och honorna ett lite kortare, rundare huvud. Aror är ganska skrikiga.

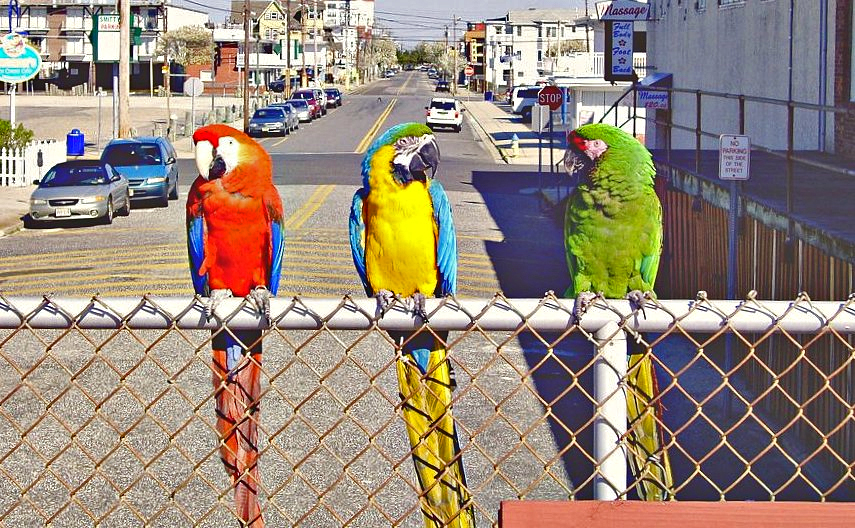
Röd ara, blågul ara och mindre soldatara.

## Arter inom släktetAra
Det finns många synonyma trivialnamn för papegojor men denna artikel följer BirdLife Sveriges officiella lista.
- Blågul ara (Ara ararauna)
- Blåstrupig ara (Ara glaucogularis)
- Mindre soldatara (Ara militaris)
- Större soldatara (Ara ambiguus)
- Röd ara (Ara macao)
- Grönvingad ara (Ara chloropterus)
- Rödpannad ara (Ara rubrogenys)
- Dvärgara (Ara severa)

Ytterligare fyra arter finns beskrivna, alla utdöda fåglar i Västindien:
- Kubaara (Ara tricolor)
- Jamaicaara (Ara gossei)
- Puertoricoara (Ara autochtones)
- Guadeloupeara (Ara guadeloupensis)

## Övriga arter som kallasara
Ett antal papegojor kallas också för aror utan att tillhöra släktet Ara.
- Hyacintara (Anodorhynchus hyacinthinus)
- Blågrön ara (Anodorhynchus glaucus)
- Indigoara (Anodorhynchus leari)
- Rödskuldrad ara (Diopsittaca nobilis)
- Azurara (Cyanopsitta spixii)
- Rödbukig ara (Orthopsittaca manilata)
- Blåhuvad ara (Primolius couloni)
- Blåvingad ara (Primolius maracana)
- Gulnackad ara (Primolius auricollis)